# Équipe de France masculine de squash
Pour les articles homonymes, voir Équipe de France.
L'équipe de France de squash est la sélection des joueurs français de squash participant aux championnats du monde par équipes tous les 2 ans depuis 1981. Elle est placée sous l'égide de la Fédération française de squash.
Sur les 16 participations aux championnats du monde, la France a réussi à atteindre 2 fois la finale, en 2003 et en 2009.

## Équipe actuelle

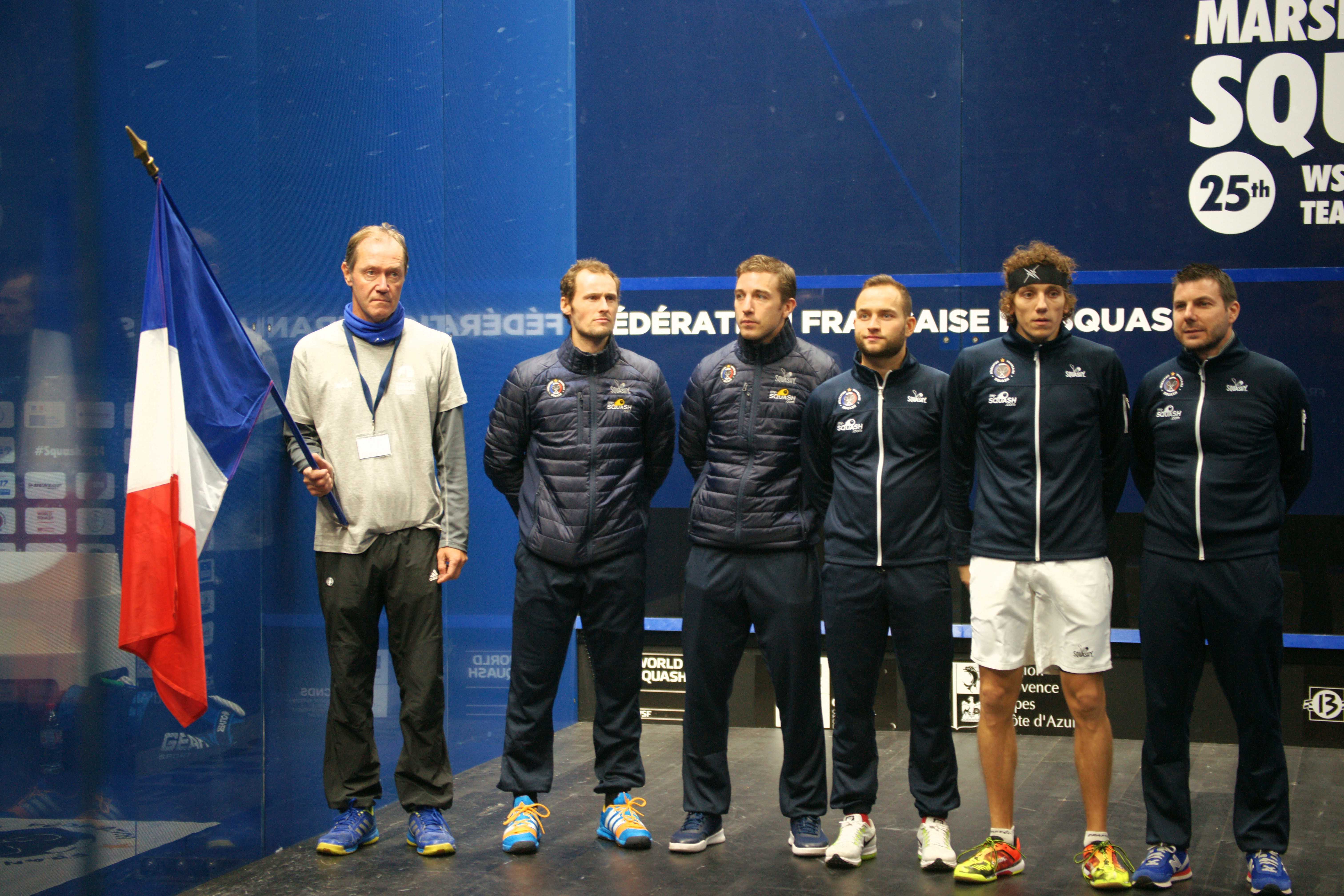
L'équipe de France lors des championnats du monde par équipes 2017 à Marseille

- Victor Crouin
- Baptiste Masotti
- Sébastien Bonmalais
- Grégoire Marche

## Résultats
| Championnats du monde par équipes \| Année \| Résultat \| Position \| G \| P \| \| --------------------- \| --------------- \| -------------- \| -------------- \| -------------- \| \| Melbourne 1967 \| Absents \| Absents \| Absents \| Absents \| \| Birmingham 1969 \| Absents \| Absents \| Absents \| Absents \| \| Palmerston North 1971 \| Absents \| Absents \| Absents \| Absents \| \| Johannesburg 1973 \| Absents \| Absents \| Absents \| Absents \| \| Birmingham 1976 \| Absents \| Absents \| Absents \| Absents \| \| Toronto 1977 \| Absents \| Absents \| Absents \| Absents \| \| Brisbane 1979 \| Absents \| Absents \| Absents \| Absents \| \| Stockholm 1981 \| Phase de groupe \| 17e \| 3 \| 4 \| \| Auckland 1983 \| Absents \| Absents \| Absents \| Absents \| \| Le Caire 1985 \| Phase de groupe \| 14e \| 2 \| 7 \| \| Londres 1987 \| Phase de groupe \| 12e \| 3 \| 5 \| \| Singapour 1989 \| Phase de groupe \| 12e \| 1 \| 7 \| \| Helsinki 1991 \| Phase de groupe \| 12e \| 3 \| 2 \| \| Karachi 1993 \| Phase de groupe \| 15e \| 2 \| 4 \| \| Le Caire 1995 \| Phase de groupe \| 11e \| 4 \| 2 \| \| Petaling Jaya 1997 \| Phase de groupe \| 13e \| 3 \| 3 \| \| Le Caire 1999 \| Quart de Finale \| 7e \| 4 \| 2 \| \| Melbourne 2001 \| Quart de Finale \| 5e \| 5 \| 2 \| \| Vienne 2003 \| Finale \| 2e \| 6 \| 1 \| \| Islamabad 2005 \| Demi-finale \| 3e \| 4 \| 1 \| \| Chennai 2007 \| Demi-finale \| 3e \| 6 \| 1 \| \| Odense 2009 \| Finale \| 2e \| 5 \| 1 \| \| Paderborn 2011 \| Demi-finale \| 4e \| 5 \| 2 \| \| Mulhouse 2013 \| Demi-finale \| 3e \| 6 \| 1 \| \| Le Caire 2015 \| Tournoi annulé \| Tournoi annulé \| Tournoi annulé \| Tournoi annulé \| \| Marseille 2017 \| Quart de finale \| 5e \| 5 \| 1 \| \| Washington D.C. 2019 \| Demi-finale \| 3e \| 5 \| 1 \| \| Total \| 18/25 \| 0 Titre \| 72 \| 47 \| |                 |                |                |                |
| Année | Résultat        | Position       | G              | P              |
| Melbourne 1967 | Absents         | Absents        | Absents        | Absents        |
| Birmingham 1969 | Absents         | Absents        | Absents        | Absents        |
| Palmerston North 1971 | Absents         | Absents        | Absents        | Absents        |
| Johannesburg 1973 | Absents         | Absents        | Absents        | Absents        |
| Birmingham 1976 | Absents         | Absents        | Absents        | Absents        |
| Toronto 1977 | Absents         | Absents        | Absents        | Absents        |
| Brisbane 1979 | Absents         | Absents        | Absents        | Absents        |
| Stockholm 1981 | Phase de groupe | 17e            | 3              | 4              |
| Auckland 1983 | Absents         | Absents        | Absents        | Absents        |
| Le Caire 1985 | Phase de groupe | 14e            | 2              | 7              |
| Londres 1987 | Phase de groupe | 12e            | 3              | 5              |
| Singapour 1989 | Phase de groupe | 12e            | 1              | 7              |
| Helsinki 1991 | Phase de groupe | 12e            | 3              | 2              |
| Karachi 1993 | Phase de groupe | 15e            | 2              | 4              |
| Le Caire 1995 | Phase de groupe | 11e            | 4              | 2              |
| Petaling Jaya 1997 | Phase de groupe | 13e            | 3              | 3              |
| Le Caire 1999 | Quart de Finale | 7e             | 4              | 2              |
| Melbourne 2001 | Quart de Finale | 5e             | 5              | 2              |
| Vienne 2003 | Finale          | 2e             | 6              | 1              |
| Islamabad 2005 | Demi-finale     | 3e             | 4              | 1              |
| Chennai 2007 | Demi-finale     | 3e             | 6              | 1              |
| Odense 2009 | Finale          | 2e             | 5              | 1              |
| Paderborn 2011 | Demi-finale     | 4e             | 5              | 2              |
| Mulhouse 2013 | Demi-finale     | 3e             | 6              | 1              |
| Le Caire 2015 | Tournoi annulé  | Tournoi annulé | Tournoi annulé | Tournoi annulé |
| Marseille 2017 | Quart de finale | 5e             | 5              | 1              |
| Washington D.C. 2019 | Demi-finale     | 3e             | 5              | 1              |
| Total | 18/25           | 0 Titre        | 72             | 47             |

,

Championnats d'Europe par équipes
| Année                | Résultat          | Position          |
| -------------------- | ----------------- | ----------------- |
| Édimbourg 1973       | Pas dans le Top 4 | Pas dans le Top 4 |
| Stockholm 1974       | Pas dans le Top 4 | Pas dans le Top 4 |
| Dublin 1975          | Pas dans le Top 4 | Pas dans le Top 4 |
| Bruxelles 1976       | Pas dans le Top 4 | Pas dans le Top 4 |
| Sheffield 1977       | Pas dans le Top 4 | Pas dans le Top 4 |
| Amsterdam 1978       | Pas dans le Top 4 | Pas dans le Top 4 |
| Hambourg 1979        | Pas dans le Top 4 | Pas dans le Top 4 |
| Helsinki 1980        | Pas dans le Top 4 | Pas dans le Top 4 |
| Amsterdam 1981       | Pas dans le Top 4 | Pas dans le Top 4 |
| Cardiff 1982         | Pas dans le Top 4 | Pas dans le Top 4 |
| Munich 1983          | Pas dans le Top 4 | Pas dans le Top 4 |
| Dublin 1984          | Pas dans le Top 4 | Pas dans le Top 4 |
| Barcelone 1985       | Pas dans le Top 4 | Pas dans le Top 4 |
| Aix-en-Provence 1986 | Pas dans le Top 4 | Pas dans le Top 4 |
| Vienne 1987          | Pas dans le Top 4 | Pas dans le Top 4 |
| Warmond 1988         | Pas dans le Top 4 | Pas dans le Top 4 |
| Helsinki 1989        | Pas dans le Top 4 | Pas dans le Top 4 |
| Zurich 1990          | Pas dans le Top 4 | Pas dans le Top 4 |
| Gelsenkirchen 1991   | Pas dans le Top 4 | Pas dans le Top 4 |
| Aix-en-Provence 1992 | Pas dans le Top 4 | Pas dans le Top 4 |
| Aix-en-Provence 1993 | Demi-finale       | 3e                |
| Zoetermeer 1994      | Demi-finale       | 4e                |
| Amsterdam 1995       | Pas dans le Top 4 | Pas dans le Top 4 |
| Amsterdam 1996       | Pas dans le Top 4 | Pas dans le Top 4 |
| Odense 1997          | Demi-finale       | 4e                |
| Helsinki 1998        | Demi-finale       | 4e                |
| Linz 1999            | Pas dans le Top 4 | Pas dans le Top 4 |
| Vienne 2000          | Finale            | 2e                |
| Eindhoven 2001       | Finale            | 2e                |
| Böblingen 2002       | Finale            | 2e                |
| Nottingham 2003      | Finale            | 2e                |
| Rennes 2004          | Finale            | 2e                |
| Amsterdam 2005       | Finale            | 2e                |
| Vienne 2006          | Finale            | 2e                |
| Riccione 2007        | Demi-finale       | 3e                |
| Amsterdam 2008       | Finale            | 2e                |
| Malmö 2009           | Finale            | 2e                |
| Aix-en-Provence 2010 | Finale            | 2e                |
| Espoo 2011           | Finale            | 2e                |
| Nuremberg 2012       | Finale            | 2e                |
| Amsterdam 2013       | Finale            | 2e                |
| Riccione 2014        | Finale            | 2e                |
| Herning 2015         | Finale            | 1re               |
| Varsovie 2016        | Finale            | 2e                |
| Helsinki 2017        | Finale            | 1re               |
| Wrocław 2018         | Finale            | 1re               |
| Birmingham 2019      | Demi-finale       | 4e                |
| Eindhoven 2022       | Finale            | 2e                |
| Total                | x3 - x16 - x2     | x3 - x16 - x2     |